# Stefan Obmann

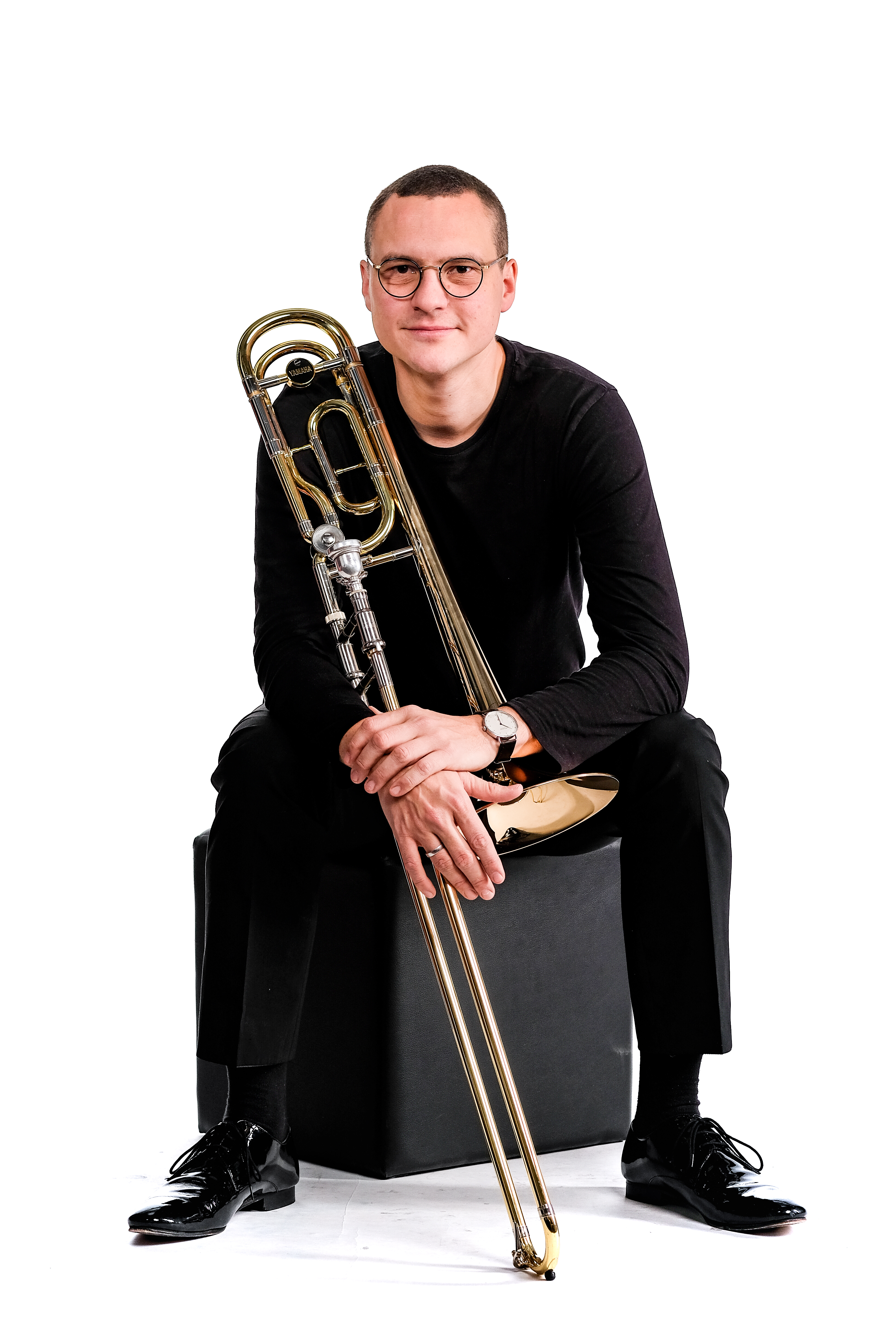
Stefan Obmann (2019)

Stefan Obmann (* 10. August 1988 in Sankt Veit an der Glan) ist ein österreichischer Posaunist.

## Leben
Stefan Obmann begann seine musikalische Ausbildung im Alter von fünf Jahren an der Musikschule Althofen bei Willibald Krupka.
Nach seiner Schulausbildung und Matura am BORG Auer von Welsbach, ebenfalls in  Althofen, studierte er an der Universität für Musik und darstellende Kunst Wien bei den Mitgliedern der Wiener Philharmoniker Dietmar Küblböck und Mark Gaal.
Stefan Obmann spielte als Gast u. a. mit Ensembles wie phil Blech Wien, Federspiel und mit renommierten Orchestern wie den Wiener Philharmonikern, den Wiener Symphonikern, dem WDR Sinfonieorchester, der Staatskapelle Berlin, dem ORF Radio-Symphonieorchester Wien, dem Tonkünstlerorchester Niederösterreich, dem Mozarteumorchester Salzburg sowie an der Oper Frankfurt, der Wiener Volksoper und der Wiener Staatsoper. Er ist als Posaunist und Ensemblemanager für das Posaunenquartett „Trombone Attraction“ und die „Vienna Brass Connection“ tätig.
Einen Schwerpunkt im Werk Obmanns bildet die zeitgenössische Musik. Er ist Lehrender an der Universität für Musik und darstellende Kunst Wien am Joseph Haydn Institut für Kammermusik und Neue Musik, er ist Posaunist beim „Ensemble Wiener Collage“, spielt regelmäßig Projekte mit dem „Klangforum Wien“ und ist Mitglied des Ensembles „PHACE“.

## Auszeichnungen
Im Jahr 2006 gewann er den Anton-Bruckner-Wettbewerb der Wiener Symphoniker in der Kategorie „Bester Nachwuchsposaunist“. Außerdem erhielt er den 2. Preis für Posaune beim Gradus ad Parnassum 2011.

## Aufnahmen
- 2008: Trombone Attraction: Zug um Zug (Preiser Records)
- 2010: Trombone Attraction: All Directions (Preiser Records)
- 2015: Trombone Attraction: Gezeichnet (Preiser Records)
- 2016: Vienna Brass Connection: Open Minded (Preiser Records)
- 2020: Ensemble Phace: Phantom (Col legno)[7]
- 2022: Trombone Attraction: Finally! The Christmas Album. (Preiser Records)[8]
- 2024: Vienna Brass Connection: Bruckner Gold (TSB Records)[9]
- 2024: Ensemble Phace: Renacer (Protomaterial Records)[10]